# Katrin Kauschke
Katrin Kauschke (* 13. September 1971 in Braunschweig) ist eine ehemalige deutsche Hockeyspielerin und Olympiateilnehmerin.

## Karriere
Katrin Kauschke begann bei Eintracht Braunschweig, wechselte aber später zum Berliner HC, mit dem sie von 1994 bis 2000 vier Deutsche Meisterschaften gewann.
1989 war Katrin Kauschke Juniorenweltmeisterin. Im gleichen Jahr debütierte die Mittelfeldspielerin in der deutschen Hockeynationalmannschaft. Nachdem das Team 1990 bei der Weltmeisterschaft 1990 den achten Platz belegt hatte, erreichte die Mannschaft den zweiten Platz bei der Europameisterschaft 1991. Bei den Olympischen Spielen 1992 in Barcelona war Kauschke in zwei Spielen dabei und gewann die Silbermedaille.
Außerdem erhielt sie dafür am 23. Juni 1993 das Silberne Lorbeerblatt.
Es folgten der vierte Platz bei der Weltmeisterschaft 1994 und Bronze bei der Europameisterschaft 1995. Bei ihrer zweiten Olympiateilnahme 1996 in Atlanta belegte die deutsche Mannschaft den sechsten Platz. Ihre einzige Medaille bei einer Hockey-Weltmeisterschaft gewann Kauschke 1998 in Utrecht, als die deutsche Mannschaft im Spiel um den dritten Platz gegen die Argentinierinnen gewann. Bei der Europameisterschaft 1999 und bei der FIH Champions Trophy 2000 belegte die deutsche Mannschaft jeweils den zweiten Platz. Nach dem siebten Platz bei den Olympischen Spielen 2000 in Sydney beendete sie ihre internationale Karriere. Insgesamt wirkte Katrin Kauschke von 1989 bis 2000 in 190 Länderspielen mit, davon 8 in der Halle.
Katrin Kauschke studierte während ihrer sportlichen Laufbahn Medizin und schloss ihr Studium 1999 an der Humboldt-Universität zu Berlin ab. Sie ist Ärztin am Institut für Sport- und Bewegungsmedizin der Universität Hamburg, mit Hendrik Lange verheiratet und Mutter zweier Kinder.